# チンボ
チンボ（진보、1982年7月7日 - ）は、韓国のシンガーソングライター、音楽プロデューサーである。SuperFreak Records主宰。その音楽スタイルはヒップ・ホップやネオ・ソウルなどの黒人音楽をベースとしている。

## 経歴
ヨンドン中学校在学時にはプライマリーと共にバンドサークルに在籍し、サンムン高校進学後は黒人音楽サークルを結成して活動した。2005年、軍入隊の直前にデビューアルバムである "Call My Name" を製作。入隊後にアルバムが発表された。
2006年、Woollimエンターテインメントと契約したチンボであったが、音楽的な方向性が合わずに契約を解消した。チンボはこの違約金を払うために一般企業へ就職。仕事をこなしながらに進路を模索していたが、音楽を専業とすることを決意して退職する。チンボはインディペンデンス・レーベルSuperFreak Recordsを設立し、2010年にアルバム"Afterwork"を発表。アルバムは韓国大衆音楽賞においてR&B/ソウルアルバム賞を受賞した。
2012年には少女時代の"Gee"などのK-POP曲リミックスを収録した"KRNB"を発表したほか、アルバム"FANTASY"を発表した。ミュージックビデオは、映像プロダクションチームDigipediが制作し、このアルバムで第11回韓国大衆音楽賞の最優秀R&B/ソウルアルバムを受賞した。
2017年には "KRNB" の第二弾 "KRNB2" を発表。一人で製作した前作とは異なり、このアルバムには、Crush、フーディ、G.Soul、ナジャム・スー、スミンらが参加した。